# Кузин, Василий Фёдорович
Васи́лий Фёдорович Ку́зин (27 февраля 1931 — 22 июня 2020) — советский и российский учёный в области технологии возделывания сои, член-корреспондент ВАСХНИЛ (1990), член-корреспондент РАН (2014).

## Биография
Родился в селе Купля Каверенского района Рязанской области. Окончил Благовещенский СХИ (1955).
В 1955—1967 — главный агроном, начальник Благовещенской райсельхозинспекции, директор совхоза, заведующий с.-х. отделом Амурского обкома КПСС, директор Амурской государственной с.-х. опытной станции.
В 1968—1995 — директор (1968—1995), с 1996 — ведущий научный сотрудник ВНИИ сои, одновременно профессор Дальневосточного государственного аграрного университета.
Селекционер сои, участвовал в создании более 20 сортов.
Доктор с.-х. наук (1981), профессор (1985), член-корреспондент ВАСХНИЛ (1990), член-корреспондент РАСХН (1992), член-корреспондент РАН (2014).

## Награды
- орден Трудового Красного Знамени
- Орден «Знак Почёта»,
- медали ВДНХ.
- Почётный знак «За заслуги» — высшая государственная награда Амурской области

## Труды
Автор (соавтор) около 200 научных работ, в том числе 2 монографий по проблемам соеводства на Дальнем Востоке.

## Книги
- Вопросы производства сои / соавт. Г. Ф. Заикина. — Хабаровск: Кн. изд-во, 1972. — 180 с.
- Возделывание сои на Дальнем Востоке. — Благовещенск: Хабар. кн. изд-во, 1976. — 276 с.
- Операционная технология производства сои (в условиях Дальнего Востока) / соавт.: Ю. В. Терентьева и др. — М.: Россельхозиздат, 1980. — 222 с.
- Зональная система земледелия Амурской области / соавт.: В. Н. Духовный и др.; Амур. обл. произв. упр. сел. хоз-ва, Всерос. НИИ сои. — Благовещенск: Хабар. кн. изд-во, 1982. — 227 с.
- Соя / соавт.: Ю. П. Буряков и др. — М.: Агропромиздат, 1988. — 48 с.